# 加納久宜
加納 久宜（かのう ひさよし、嘉永元年3月19日（1848年4月22日） - 大正8年（1919年）2月26日）は、幕末の上総国一宮藩主、明治・大正時代の政治家。帝国議会、地方行政はもとより、教育、司法、農業などの産業振興、産業組合運動、地方改良運動、赤十字、競馬界など、多方面で活躍し、「地方自治の恩人」「日本農政の父」「産業組合の育ての親」などと称賛され慕われた。

## 公職等の概略
- 貴族院議員、鹿児島県知事（「教育知事」「勧業知事」「行脚知事」）、千葉県一宮町長。
- 文部省督学局中視学、石川県師範学校などを学事視察。華族学校（現学習院）を建議。岩手県盛岡師範学校初代校長。新潟学校校長。
- 大審院検事。
- 入新井村学務委員。入新井信用組合（現城南信用金庫）設立。産業組合中央会副会長。大森倶楽部会長。
- 日本体育会（現学校法人日本体育大学）会長、日本体育会体操学校（現日本体育大学）校長。荏原中学校（現日本体育大学荏原高等学校）設立・初代校長。
- 全国農事会幹事長、帝国農会初代会長。日本競馬会創設に尽力。「日本農政の父」と仰がれる。
- 地方改良運動に尽力。地方改良講習会の臨時講師。
- 日本赤十字社監事。
- 十五銀行取締役、房総中央銀行取締役、他。
- 官位は従二位勲二等子爵、遠江守。

## 経歴

### 幼少期
嘉永元年（1848年）、立花種道（下手渡藩(筑後三池藩）主・立花種周の五男）の三男として江戸の藩下屋敷で生まれる。幼名は嘉元次郎（次男・英次郎は夭折）。
嘉永2年（1849年）兄の立花種恭（幼名：鐘之助）は、下手渡藩主の立花種温の急逝により宗家の養子となり、13歳で家督を継ぎ家を出る。父の立花種道は家臣として、引き続き藩務を支える。
安政2年（1855年）の安政江戸大地震で、本所五ツ目（現在の東京都江東区）にあった下屋敷が倒壊して下敷きとなる。自身は助け出されるが、瓦礫と猛火により両親と住まいを失う。立花家宗家の養子に入っていた深川の兄・種恭に引き取られる。
種恭から読書・習字・弓術の指導を受けるとともに、剣術は小谷精一郎、馬術は大坪本流磐井槍吉の指南を受けた。フランス公使レオン・ロッシュの支援を受けながら老中格で幕閣参政として軍制改革に取り組む兄の影響を受けてフランス兵学に興味を持ち、佐久間象山の高弟・蟻川功に師事して兵学を学ぶ。

### 一宮藩主
慶応2年（1866年）、上総一宮藩主・加納久恒が急逝したのを受けて急遽養子となり、19歳で藩主となる。攘夷派の薩摩、長州勢は主にイギリスから、幕臣勢力の東北諸藩は主にプロイセンから、軍事教練や武器供与などの援助を受けていたこともあり、国入り早々近習の侍を集めてフランス式操練を行った。戊辰戦争当初は藩兵を率いて海路出陣するも、遠州灘で時化に遭遇する。伊豆下田から、軍事訓練をしながら陸路で京を目指す。鳥羽・伏見の戦いには間に合わず、名古屋で将軍慶喜江戸帰還の報を受けて撤退する。
明治元年（1868年）には、列藩の中でも薩摩、長州の次に率先して版籍の奉還を太政官代に奉呈した。大学南校（東京大学の前身、後の開成学校）に開校と同時に入学してフランス語など西洋の社会・人文諸学を学んだ。
明治2年（1869年）それまでの公卿、諸侯の称号を廃止、同族として華族と称する。
明治2年（1869年）版籍奉還後は一宮藩知事となる。藩政の立て直しにとりかかる。
明治４年（1871年）廃藩置県で免職となる。書生生活を始める。

### 教育界・司法界での活躍
加納はフランスへの留学を強く希望しており、周囲の反対により断念した。
明治6年（1873年）、辻新次の勧めにより文部省督学局に出仕して、従来の士族中心の教育から脱却した近代教育を指導。明治9年（1876年）に、兄の立花種恭（元三池藩主）や立花鑑寛（元柳河藩主）とともに華族の子弟の教育を担う学校創設の建議と英国貴族の子弟教育を範とする「華族学校設立大意」を提出した。（校名は京都御所内にあった公家子弟の学問所『学習院』を賜る）
文部省退任後、岩手県令の島惟精に願い出て盛岡師範学校（岩手県師範学校）初代校長（岩手県学区取締総監督兼務）に就任。明治12年（1879年）に全国一の規模を持つ新潟学校校長を務める。同校は生徒が学校当局に抵抗し久しく校長が置かれない問題校であったが、加納は「もし君たちが非理の挙を敢て行い、不法の行動をとり、学生の本務を誤る場合には、予は教育会の名誉のために、四〇〇人や五〇〇人程度の学生を放逐するくらいのことは朝飯前の仕事に過ぎないと覚悟している」と訓示し、校風の刷新を図った。また自ら国語教材や辞書の編纂に携わり、県内初の学校併設図書館の設置などを精力的に行った。
明治14年（1881年）には司法界に転じて熊谷始審裁判所長、大審院検事、東京控訴院検事などを務める。13年間司法界で活躍し「裁判官らしからぬ裁判官」として異彩を放った。

### 貴族院子爵グループのリーダー
明治17年（1884年）7月8日、華族令により子爵を授けられた。
明治22年（1889年）、大日本帝国憲法の発布、議院法と貴族院令が公布されると、上院（貴族院）において有爵者の任務を研究する「子爵同志研鑽会」の発足にかかわった。明治23年（1890年）7月10日、子爵の互選により兄の種恭とともに帝国議会貴族院子爵議員に選出され、明治30年（1897年）7月10日まで務める。第1回議会（明治23年（1890年））では弁護士法委員、両院交渉事務規定特別委員に選出されている。第2回議会（明治24年（1891年））では予算委員（第二科　外務省・司法省）、帰化法案特別委員に選出されている。会派が形成される以前であったが、積極的に会合（「同士会」（加納有志会））を定期的（月2回）にもっている。その後、侯爵中山孝麿が中心となっているグループ（有志者会）と合併するがやがて脱退し、無所属となった。

### 鹿児島県知事
井上馨より鹿児島県知事を打診される。当時の鹿児島は、台風や火山灰等の劣悪な自然条件に加えて、西南戦争以後の吏党と民党の政争が頂点に達し県政が空洞化している状況であったが「難地の名ある地方の知事たるは誠に本懐これに過ぎず」と快諾、明治27年（1894年）1月20日就任した。
同年、内村鑑三、新渡戸稲造と東京英語学校で同学で、札幌農学校に学んだ岩崎行親を知事顧問として招聘し、不偏不党の方針を掲げ農業、水産、土木、教育の諸事業に積極的に取り組んだ。農会の設置と系統化を通じた農業の近代化と生産力の向上に努め、米の生産量を75％増収し、みかん・お茶・薩摩焼などの特産品を奨励した。鹿児鉄道の新設、鹿児島港の近代化、道路などインフラ整備にも尽力し、おおきな成果を挙げる。教育の面でも、全国に先駆け、小学校の授業料を無料化し、遅れていた就学率を男女とも全国のトップレベルに引き上げた他、中学校の増設、高等学校（現鹿児島大学）の創設などに努めた。
加納は離島にも積極的に足を運び、私財を投じ自ら先頭に立つ姿勢や知事の肩書きにとらわれない気さくな性格とあいまって、県民から親のように慕われた。西南戦争により無気力化していた鹿児島県を近代化に導き、その基礎を築いた「勧業知事」「教育知事」として、高い評価を受ける。明治33年（1900年）9月8日に知事を休職。離任の際に行われた送別会には3000人が集まり、感極まって泣き出す県民も少なくなかったという。明治36年（1903年）9月7日、休職満期となり正式に退官した。

### 各界での活躍
明治33年（1900年）鹿児島県知事を退任し、東京都入新井村に居住した。
同年　入新井村学務委員として、地域の教育振興に努める。
同年　日本体育会の副会長に就任、会務整理を断行。明治34年（1991年）日本体育会の社団法人化を実現。「会長として専心会務の発展に、文字通り私財を投げうって尽力した。この加納会長の時代こそ、日本体育会の名声を不滅のものとした時代である。」
明治35年（1902年）7月、英国の協同組合を見本に、大森山王の自邸を事務所にして、妻と2人で手作りで帳簿を揃えて、都内最古の入新井信用組合（現：城南信用金庫入新井支店）を設立し、荒廃していた地域を模範村にかえていき、村民から慕われる。
同時期の明治35年（1902年）、鹿児島県での実績から全国農事会幹事長に就任し、農業生産の拡大に尽力する。その後、帝国農会初代会長に就任するなど、全国の農政にも深く関与する。一方で、入新井信用組合の運営者として全国に信用組合の模範を示し、全国農事会の幹事長の立場でも産業組合運動の普及宣伝にも情熱を注ぎ、全国を遊説し、その普及活動に努める。
明治38年（1905年）、産業組合運動の振興のため、入新井信用組合と全国農事会の主催により、全国産業組合役員協議会（後の全国産業組合大会）を開催し、自ら座長を務める。同年、大日本産業組合中央会副会頭に就任する（会頭は平田東助）。こうした活動で「産業組合の育ての親」と称される。
明治37年（1904年）、日本体育会体操学校（現日本体育大学）会長（校長）として荏原中学（現在の日体荏原高等学校）を設立する。
同年7月10日、再度、貴族院子爵議員に選出され、死去するまで在任する。
明治39年（1906年）、鹿児島県知事時代から馬匹改良に意欲を持っていたこともあり、安田伊左衛門などとともに東京競馬会の発足に尽力する。日本人による初の馬券付き競馬を、東京大森の池上競馬場にて開催する。
明治43年（1910年）、東京競馬会・日本競馬会・京浜競馬倶楽部・東京ジョッケー倶楽部を統合して東京競馬倶楽部が設立され、初代会長に就任する。

### 一宮町長、晩年
明治45年（1912年）に第3次桂内閣成立の折には、農商務省大臣就任が要望されたが、地元一宮町民の熱望により一宮町長に就任する。その任期中、特に農業畜産の振興、耕地整理による基盤整備、名士の別荘招致、海水浴場創設と植林、青年会等各種団体の育成、一宮女学校開設、他多数の事業を力強く推進した。
大正6年（1917年）、町長退任後も名誉町長格で毎日役場に出勤していた。同年、一宮町の農業青年70人を率いた大視察団とともに鹿児島県を再訪する。鹿児島入りしたときは、駅頭黒山の歓迎陣で埋まった。最初に発した言葉は「昔植えたミカンを早く見たい」であった。
大正8年（1919年）2月26日、避寒療養先の大分県別府温泉で亡くなる。享年72（満70歳没）。「地方自治の恩人 加納子逝く 一昨夜別府で 享年七十有四」と『東京日日新聞』（2月28日）は報じている。葬儀は3月6日、東京谷中斎場で行われ、加納家墓地に葬られる。遺言は「一にも公益事業、二にも公益事業、ただ公益事業に尽くせ」。晩年も知事として赴任した鹿児島県のことを気にかけており、「もし我輩が亡くなっても鹿児島のことで話があったら冥土に電話せい」が家庭での口癖であったという。同年3月1日、長年の産業振興への貢献により藍綬褒章を受章した。

### 死後
大正11年（1922年）には遺徳を慕う一宮町民有志の懸請により、町を見下ろす城山に分骨を納めた「加納久宜公の墓」が建立されている。
墓前には、昭和18年（1943年）に鹿児島県知事加納久宜顕彰会から薩摩風石灯籠一対が寄贈されている。
昭和18年（1943年）に鹿児島県では記念行事が催され、また『加納知事顕彰会』より鹿児島県庁跡に記念碑が建てられ、一宮町の墓に薩摩灯篭が奉納されている。
平成24年（2012年）より、祥月命日の前に町民はじめ関係者有志による献花が行われている。
平成31年（2019年）には、2月16日に鹿児島県で加納久宜知事没後100年慰霊式典が行われ、一宮町でも11月3日に没後100年記念式典が開催され、ひ孫に当たる麻生太郎副総理大臣揮毫による記念碑が除幕された。

## 家族・親族
父母
- 立花種道[16]（実父）
- 加納久恒（養父）

妻
- 大久保文子（先妻） - 大久保教義の娘
- 原鎰子（継妻） - 原三蔭の娘

子女
- 加納久元（長男）夭折
- 加納久朗[17]（次男）
- 加納久憲（英語版）[18]（三男）
- 加納嘉子（長女） 夭折
- 加納冲子（次女） - 陸軍中将武田三郎夫人
- 加納国子（三女） - 子爵阿野季忠夫人
- 加納八重子（四女） - 地質学者、実業家野田勢次郎夫人
- 加納治子（五女） - 内務大臣後藤文夫夫人
- 加納夏子（六女） - 実業家麻生太郎（同姓同名の元首相の祖父）夫人

子孫
- 孫   加納久[18]（三男）
- 加納嘉子（長女） 夭折
- 加納冲子（次女） - 陸軍中将武田三郎夫人
- 加納国子（三女） - 子爵阿野季忠夫人
- 加納八重子（四女） - 地質学者、実業家野田勢次郎夫人
- 加納治子（五女） - 内務大臣後藤文夫夫人
- 加納夏子（六女） - 実業家麻生太郎（同姓同名の元首相の祖父）夫人

子孫
- 孫   加納久道（海外向広告代理店、翻訳、通訳業　P・ドラッカーの通訳
- 孫　中村久次（実業家、音響技術者）
- 孫　麻生太賀吉（実業家、政治家）
- 曾孫　橋本久美子（政治家橋本龍太郎の妻）
- 曾孫[19] 野田昌宏（小説家、翻訳家）
- 曾孫　麻生太郎（政治家、第92代内閣総理大臣）
- 曾孫　麻生泰（実業家）
- 曾孫　寬仁親王妃信子（皇族）
- 玄孫　橋本岳（政治家）
- 玄孫　麻生巌（実業家）
- 玄孫　麻生健（教育者、実業家）
- 玄孫　彬子女王（皇族）
- 玄孫　瑶子女王（皇族）

## 栄典
位階
- 1903年（明治36年）10月30日 - 正三位[20]

勲章等
- 1894年（明治27年）12月26日 - 勲五等瑞宝章[21]
- 1906年（明治39年）4月1日 - 旭日中綬章[22]
- 1916年（大正5年）4月1日 - 勲二等瑞宝章[23]